# Pomacea bridgesii
Pomacea bridgesii, tên thường gọi là ốc bươu vàng miệng tròn hay ốc thần bí, là một loài ốc nước ngọt Nam Mỹ có mang, một loài động vật thân mềm chân bụng thủy sinh trong họ Ampullariidae. Loài này đã có mặt tại Việt Nam và được coi là loài sinh vật ngoại lai xâm hại trong Thông tư liên tịch số 27/2013/TTLT-BTNMT-BNNPTNT của Bộ Tài nguyên và Môi trường Việt Nam ngày 26/9/2013. 

## Phân loài
- Pomacea bridgesii bridgesii (Reeve, 1856)
- Pomacea bridgesii diffusa (Blume, 1957)

Phân loài Pomacea bridgesii diffusa sau đã được tách thành một loài riêng có tên gọi là Pomacea diffusa.

## Giải phẫu học
Ốc bươu vàng miệng tròn sở hữu đôi mắt có cấu trúc phức tạp ở đầu của một cuống mắt hình quả trám. Những con ốc sên này sở hữu khả năng tái tạo mắt hoàn toàn sau khi cắt cụt chi nhờ cuống mắt giữa. Chúng được sinh ra với cả mang và phổi. Ốc bươu vàng miệng tròn cũng sở hữu một ống siphon là một ống nhỏ giống như tính năng dùng để thở không khí. Chúng thường xuyên nổi lên mặt nước để thở.

## Phân bố
Khu vực phân bố bản địa của loài ốc này là Bolivia, Brazil, Paraguay và Peru.

### Phân bố không phải bản địa
Loài này không phải là bản địa ở Hawaii từ năm 1960 (Pomacea bridgeii diffusa), Đông Nam Á từ những năm 1980, và Florida từ đầu những năm 1980 (Pomacea bridgesii diffusa).

## Sinh sản
Đa số các loài ốc táo đều đẻ trứng trên mặt nước. Ốc bí ẩn là loài có gonochoristic, nghĩa là cả con đực và con cái phải có mặt để sinh sản. Trứng mất 2-4 tuần để nở. Những con ốc có thể sinh ra tới hai trăm con từ một lần đẻ trứng. Đôi khi không phải tất cả trứng đều được thụ tinh nên chúng không nở hết. Khi chúng nở, ốc con có nguy cơ bị ăn nếu chúng sống cùng chung bể với cá. Ốc bí ẩn con sẽ phát triển nhanh chóng nếu được cung cấp một lượng thức ăn và calci thích hợp. Một con ốc bí ẩn mới nở sẽ bắt đầu với kích thước bằng một đốm nhỏ và có thể phát triển đến kích thước bằng một hạt đậu chỉ trong hơn một tuần. Một con ốc bí ẩn được coi là có kích thước sinh sản khi chúng gần bằng một quả bóng gôn, mà có thể mất ít nhất 2 tháng với chế độ ăn thích hợp.

## Mối quan hệ với con người
Loài này thường được nuôi trong các bể cá cảnh vì vỏ chúng có nhiều màu sắc, không ưa ăn cây sống và dễ chăm sóc. Mặc dù chúng trông giống như những sinh vật đơn giản, ốc thần bí đòi hỏi cần được bảo dưỡng đúng cách. Nhiều con ốc đã được thuần hóa hoặc những con sống trong các cửa hàng vật nuôi gặp phải các vấn đề về sức khỏe liên quan đến vỏ, chất dinh dưỡng và chất lượng nước. Cần cung cấp calci thường xuyên cho vỏ của chúng. Nhiều chủ sở hữu ốc bươu vàng miệng tròn làm thức ăn gọi là thạch ốc cho thú cưng của họ ăn. Các loại rau bổ dưỡng và thực phẩm bổ sung calci cũng có thể được thêm vào.